# CO-KEY
CO-KEY（コーキ、1976年10月7日 - ）は、日本のヒップホップMCである。本名、藤田 好輝（ふじた こうき）。徳島県美馬市出身。

## 経歴
中学校時代にヒップホップに目覚めラップとダンスを始める。
1998年、ゲーム『ビートマニア』に「TOKAI」で参加。同年、DJ HASEBEやSugar Soul等を迎えたミニアルバム「三面鏡」でデビュー｡当時新人ラッパーでは異例の約3万枚のセールスを記録し、日本のヒップホップ専門誌「blast（旧FRONT）」にて98年度ブライテスト・ホープ（最優秀新人賞）を獲得。
翌年、ZEEBRA、今井了介、DJ CERORY、MUMMY-Dを迎えたマキシシングル「BACK 2 DA FUTURE」を発表。その後はKj（Dragon Ash）、UZUMAKI、嶋野百恵、Keycoなど、様々なアーティストの作品に参加する一方で、プロデューサーとしても多くの楽曲を手掛ける。
2005年にミニアルバム「C2K」をリリース。収録されている「阿波バウンス!」は阿波踊りのリズムを大胆にアレンジした楽曲。2007年夏公開の映画「阿波DANCE」にも使われた。2006年のシングル「ALL I NEED」はオリコン・インディーズチャート初登場2位を獲得。2007年9月、「アガッテキナ!/ONE LOVE 2.0 feat.HI-D」をリリース。
役者としても映画「阿波DANCE」・「クローズZERO」に出演。徳島県代表として、TV番組「秘密のケンミンSHOW」に出演。徳島県のフリーマガジン「フクポン」に発起人として携わっており、毎号地方出身の有名タレントを迎え「We Love 故郷」という対談を行っている。
2010年にトラックメーカーのMASTとプロデュースユニットmc2を結成。3月31日に1st Project「サヨナラアリガトウ feat.JAY'ED,CO-KEY&Heartbeat」の着うたをリリース。日英バイリンガルシンガーJAY'EDと、女性シンガーHeartbeat(ハービー)を迎えたこの曲は、デビューながら5つのタイアップを獲得。ミュージックビデオには、モデル安藤沙耶香、福留愛りさ、芹川有里、武田静香らが出演している。
同年6月2日、2nd Project「アイノウタ feat.AI&CO-KEY」の着うたをリリース。AIのクラブツアーにも帯同していたCO-KEYがAIのデビュー10周年を祝うべく作った曲で、長年の2人の友情や愛情がもとになっている。また、ミュージックビデオには、モーグル日本代表上村愛子選手の軌跡をたどるものとなっている。
その後3rd Projectで噂のママレゲエシンガーSA.RI.NA.をフィーチャーした「オヤスミ feat.SA.RI.NA.&CO-KEY」を着うたリリース。
2010年7月7日にデビューミニアルバム『ENERGY』をDefSTAR RECORDSよりリリース。1st、2nd、3rdの全てのProjectと宏実をフィーチャーした「SUNNY DAYS feat.宏実&CO-KEY」、CO-KEY自身の2006年のシングル「ALL I NEED」の「unplugged ver.」、さらに1st Project「サヨナラアリガトウ feat.JAY'ED,CO-KEY&Heartbeat」（DJ MAYUMI remix）や2nd Project「アイノウタ feat.AI&CO-KEY」（GP a.k.a.N.O.B.B remix）も収録している。
1st single「ユメノカケラ〜feat.Heartbeat&CO-KEY〜」が2010年11月24日に着うた、12月1日にCDでリリースされる。CHEMISTRYのカバー（アンサーソング）であるこの楽曲は、CHEMISTRYの2001年のデビューシングルにして大ヒット曲「PIECES OF A DREAM」としてリリースされたものにmc2が10年の時を経てアンサー。有線の問い合わせで5位を記録する。
実は、フィーチャリングヴォーカルのHeartbeatは、CHEMISTRYと同じオーディション番組ASAYANでグランプリを獲得した勝又亜依子である。

## ディスコグラフィー

### シングル
| 1st | 戦闘機                                | 1998.10.7  | 01. 戦闘機 |  |
| 2nd | ONE LOVE                              | 1998.10.31 | 01. ONE LOVE |  |
| 3rd | ALL I NEED                            | 2007.4.19  | 01. ALL I NEED 02. LET'S GET PARTY STARTED! 03. ALL I NEED -INST- 04. LET'S GET PARTY STARTED! -INST-                                                                               |  |
| 4th | アガッテキナ!/ ONE LOVE 2.0 feat.HI-D | 2007.9.26  | 01. アガッテキナ! 02. ONE LOVE 2.0 feat.HI-D 03. 〜skit〜 04. ALL I NEED〜not just remix〜 05. DEKE-DON feat.YOSHI(餓鬼レンジャー) 06. アガッテキナ!(inst.) 07. ONE LOVE 2.0(inst.) |  |

### アルバム
| 1st | 三面鏡    | 1998.8.28 | 01. INTRO〜幕開け 02. 戦闘機 03. WHAT'CHA GONNA DO? 04. Another Sleepless Night(Skit) 05. 明日の出来事 06. ･････ 07. ONE LOVE FEATURING FAKE JAM 08. 戦闘機 男RIMIX 09. OUTRO〜三面鏡 |                                   |
| 2nd | C2K       | 2005.7.20 | 01. INTRO(FEAT.JAMOSA) 02. C2K 03. CLUB PARADISE 04. RUN THIS WAY-BATTLE BON-U$PT.(監)- 05. BREAKPOINT(FEAT.DJ HIRAKATSU) 06. 阿波バウンス! 07. C2K(INST) 08. 阿波バウンス!(INST)     |                                   |
| 3rd | sanmenkyo | 2007.9.26 | 01. INTRO〜幕開け 02. 戦闘機 03. WHAT'CHA GONNA DO? 04. Another Sleepless Night(Skit) 05. 明日の出来事 06. ･････ 07. ONE LOVE FEATURING FAKE JAM 08. 戦闘機 男RIMIX 09. OUTRO〜三面鏡 | 1st『三面鏡』の完全リマスタリング |